# Monti Arfak
I monti Arfak (in indonesiano: Pegunungan Arfak) sono una catena montuosa che si estende nella parte nord-orientale della penisola del Vogelkop nella Nuova Guinea occidentale. «Arfak» significa semplicemente «entroterra» nella lingua del popolo Biak, che abita sulla costa.

## Geografia
I monti Arfak si trovano nella provincia indonesiana di Papua Barat (in italiano: Papua Occidentale) sul Pacifico. A nord-ovest, la valle di Kebar li separa dai monti Tamrau.
Il Gunung Mebo (già monte Vogelkop), con i suoi 2939 m, è la cima più alta della penisola. Di poco inferiore, 2926 m, è l'Umsini. Altre vette degne di nota sono il Tumyubou (2480 m) e l'Humeibo (2820 m) vicino alla capitale provinciale Manokwari. Nella parte orientale delle montagne si trovano due grandi laghi: il Danau Anggi Giji e il Danau Anggi Gida.

## Fauna
Nella regione vivono oltre 320 specie di uccelli, almeno 14 delle quali si trovano unicamente in questa zona. Endemica della catena montuosa è la paradigalla codalunga (Paradigalla carunculata), una delle numerose specie di uccelli del paradiso che vivono in Nuova Guinea. Lo stesso vale anche per alcuni mammiferi, come il coda ad anello di Schlegel (Pseudochirulus schlegeli).

## Popolazione
Sui monti Arfak vivono i gruppi etnici Hattam, Meyah e Sougb.

## Esplorazione

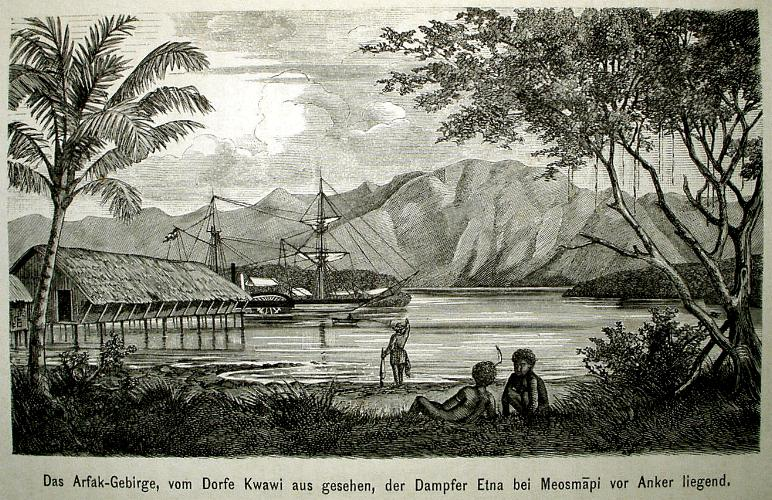
Il piroscafo tedesco Etna di fronte ai monti Arfak (1858).

Sono numerosi i ricercatori che si sono recati nella regione, come l'italiano Odoardo Beccari, che giunse qui nel 1875, preceduto poco prima dal connazionale Luigi Maria d'Albertis. Già nel 1858 il tedesco Hermann von Rosenberg era giunto con il piroscafo Etna sulla costa situata ai piedi delle montagne. Nel 1910 una spedizione britannica commissionata da George Hamilton Kenrick riportò in Europa centinaia di specie di farfalle precedentemente sconosciute, come l'endemica Ornithoptera rothschildi. Nel 1913 la botanica britannica Lilian Suzette Gibbs studiò la vegetazione che si sviluppa sulla catena montuosa.